# Roanoke (Virginia)
Roanoke è una città autonoma (independent city) degli Stati Uniti, nella parte centrale della Virginia, compresa all'interno della Contea di Roanoke ma da questa indipendente.
Posta immediatamente a ovest della catena delle Blue Ridge Mountains e attraversata dal fiume Roanoke, ha un'area metropolitana che conta più di 200 000 abitanti e ha una zona di influenza molto ampia che comprende anche la parte meridionale della Virginia Occidentale.
Roanoke è la sede mondiale del Movimento di riforma degli avventisti del settimo giorno.